# Agnus Dei (représentation)
Pour les articles homonymes, voir Agnus Dei (homonymie).
L'expression chrétienne Agnus Dei, l'Agneau de Dieu, désigne également la représentation artistique d'un agneau portant une croix.

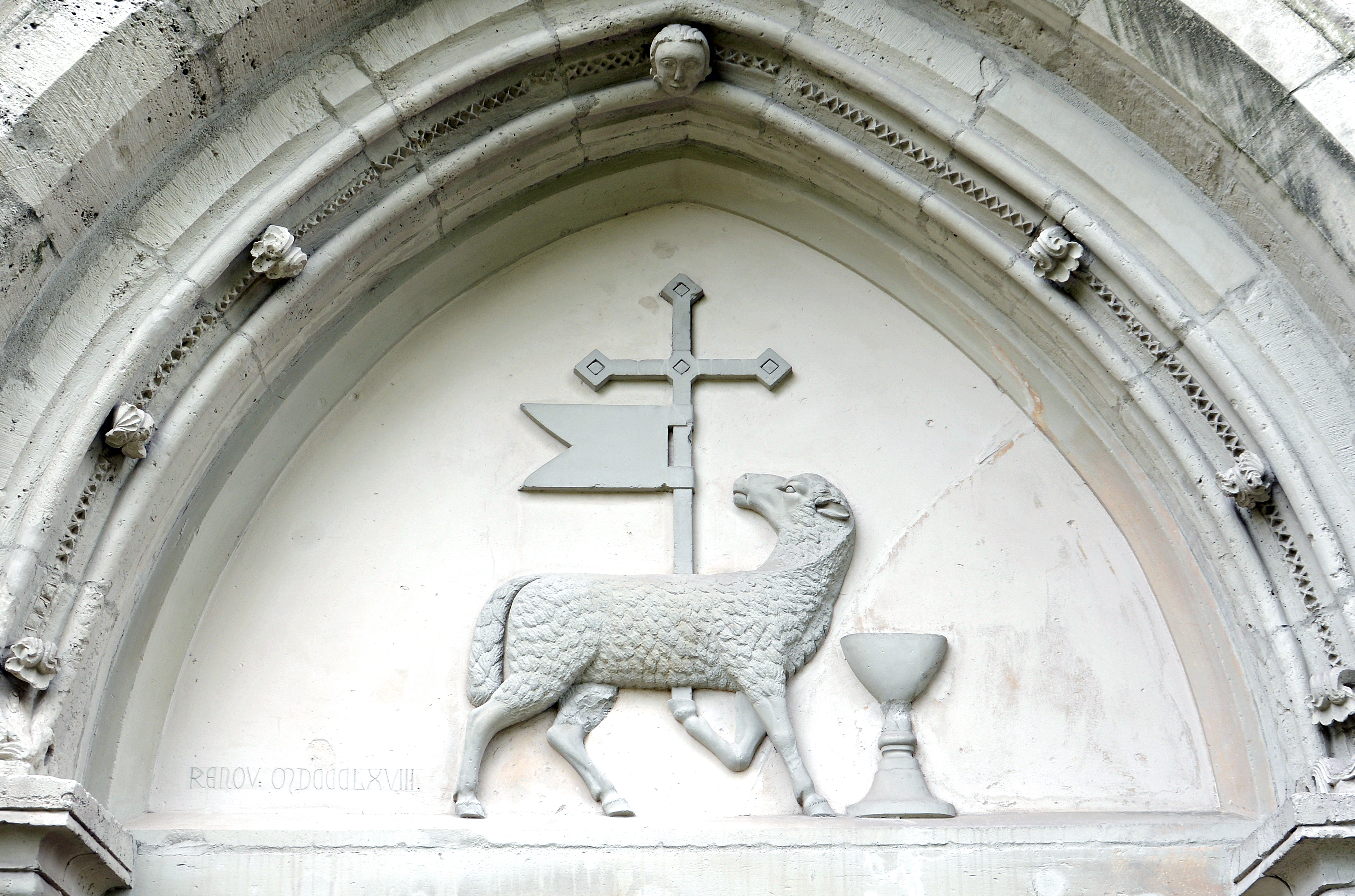
Portail de l'église Saint-Andreas à Brunswick
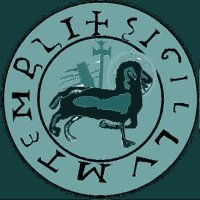
Sceau de Robert de Sandford, maître du temple en 1241
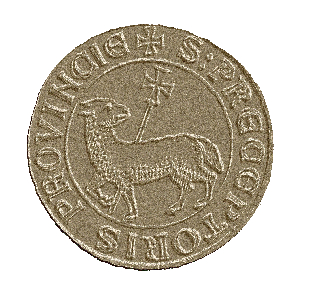
Sceau du grand prieur de la Langue de Provence à Saint-Gilles.
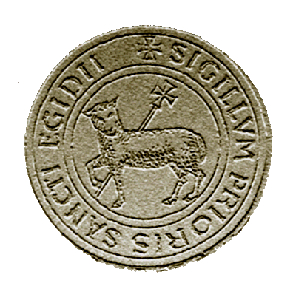
Sceau de l'hospitalier de Saint-Jean qui a succédé au Temple à Saint-Gilles.
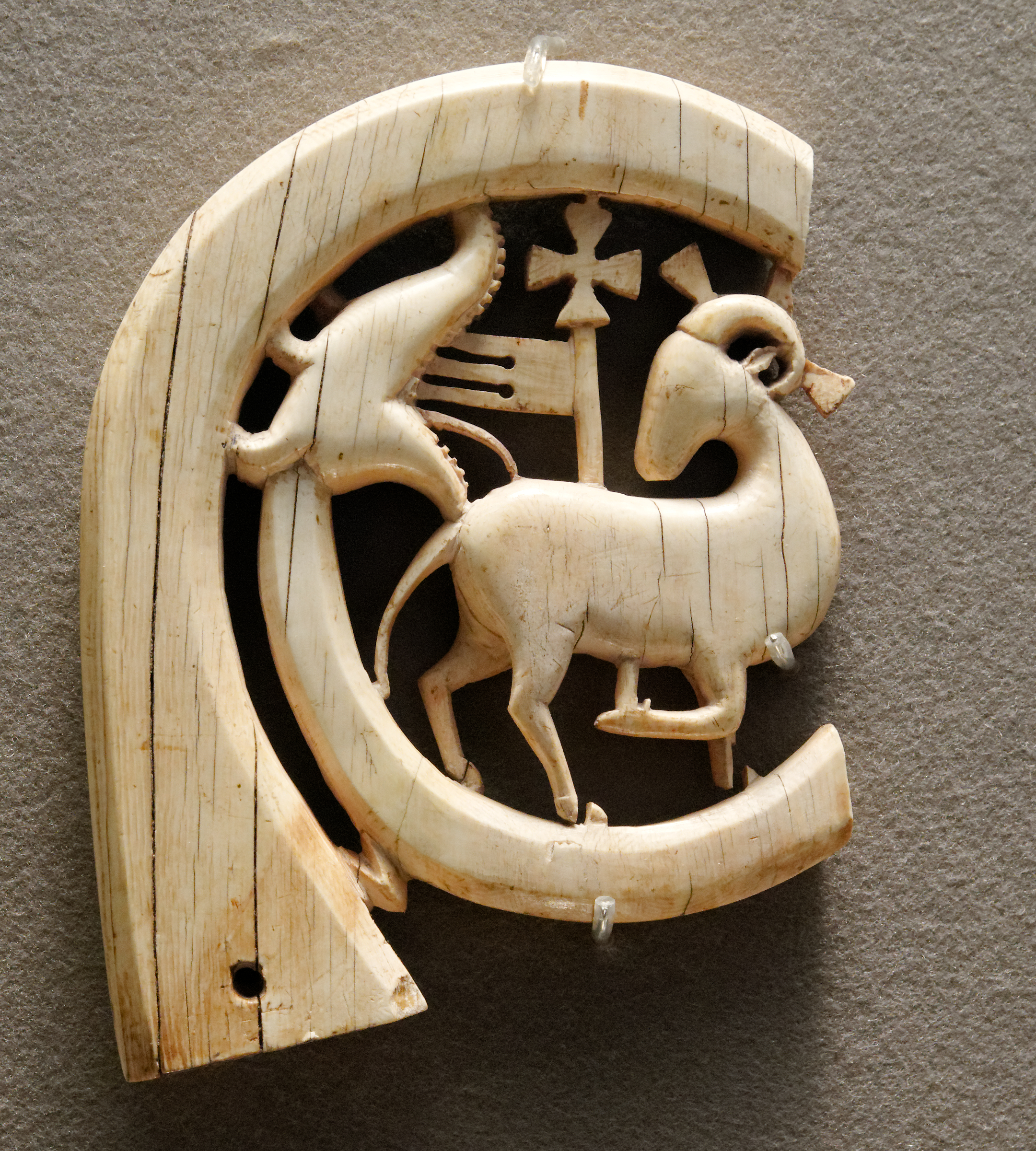
Crosseron en ivoire, XIIIe siècle, musée du Louvre.

## Médaillon de cire

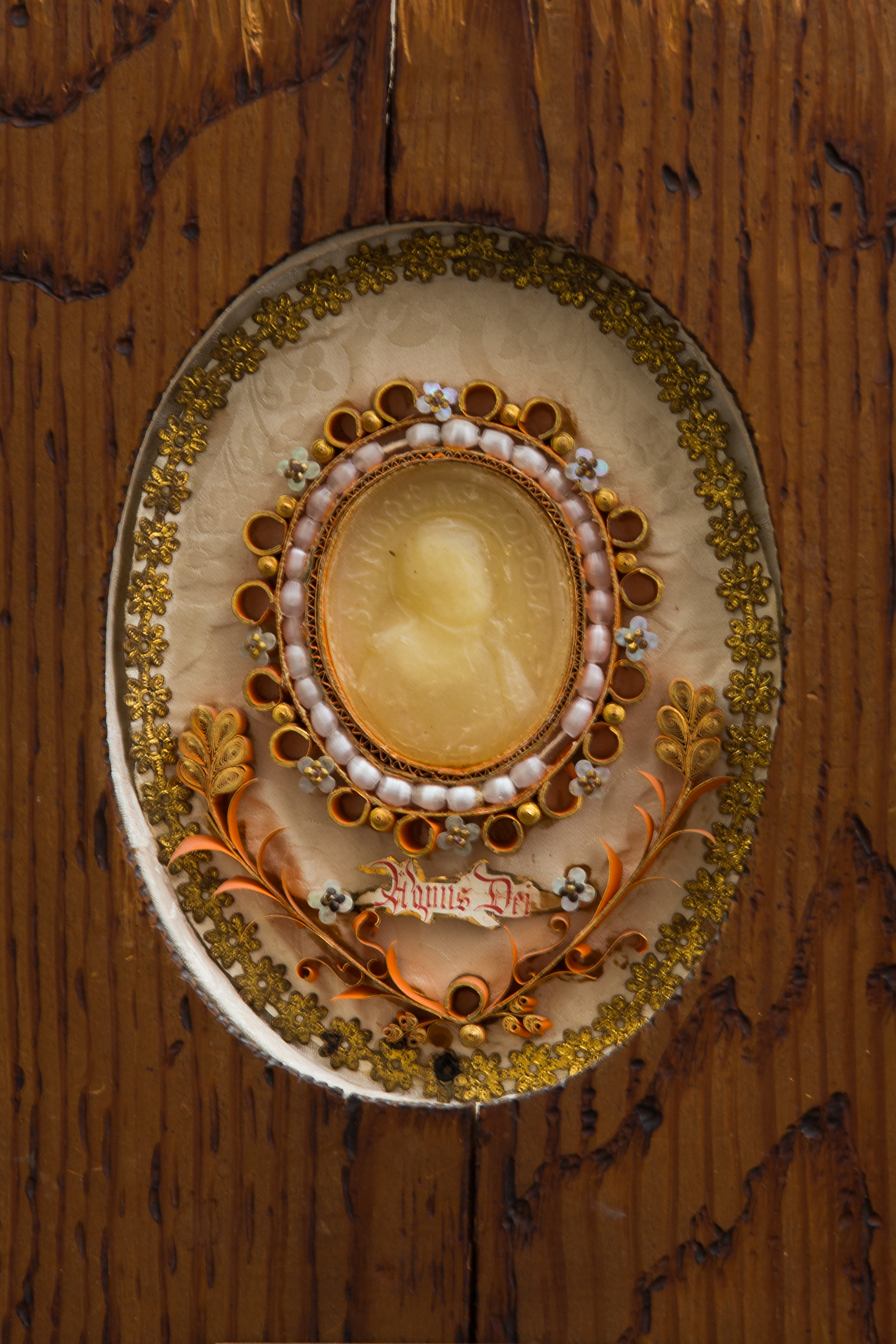
Agnus Dei à l’effigie de Saint André Bobola, XIXe siècle.

### Reliquaire
Un agnus dei est également, par extension, le nom donné à une petite poche ou bourse (moins de dix centimètres) d'étoffe brodée, de lin, de brocart, etc. servant à contenir une fragment d'un Agnus Dei. Le motif brodé représente le Christ, un saint ou un symbole religieux. L'agnus dei peut être suspendu au mur, au-dessus d'un berceau, ou au cou.

## Numismatique
L'Agnus dei est également une curieuse pièce en or, connue seulement en trois exemplaires. Elle a été frappée par les Croisés lors de la venue de saint Louis en Orient, probablement par Bohémond VI, à Antioche vers 1253. Sur son revers apparait la mention : Christus vincit, Christus regnat, Christus imperat. Cette légende, à partir de Saint Louis, apparaîtra sur toutes les monnaies d'or françaises.

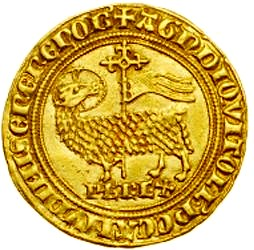
Pièce d'or dit Agnel frappés à partir de Philippe Le Bel